# 品川信良
品川 信良（しながわ しんりょう、1923年(大正12年)6月22日 - 2020年（令和2年）1月24日）は、日本の産婦人科学者、弘前大学名誉教授。
医療と倫理のほか、政治・社会に関する評論も書く。

## 略歴
東京に生まれる。東京と秋田県の農村で育つ。
旧制山形高等学校卒、1946年東北帝国大学医学部卒、同助手、1952年東北大学医学博士。58年弘前大学医学部産婦人科教授、医学部附属病院長、1983年退官、名誉教授、青森県立中央病院長。
1999年勲三等旭日中綬章受勲。
ミドリ十字によるアメリカからの非加熱血液製剤輸入を推進した過去があり、これは後の薬害エイズ事件の間接的なきっかけとなっている。
2020年1月24日死去、叙正四位。

## 著書
- 『腹膜外式婦人科手術』金原出版、1964
- 『これからの産婦人科 私はこう考える』南山堂、1967
- 『分娩と出血』金原出版 薬臨床医学文庫、1970
- 『小産科学原論』金原出版 新臨床医学文庫、1971
- 『臨床医の産科婦人科』南山堂、1976
- 『医療・医学序説 よりよい医療をもとめて』医学書院、1978
- 『医療と社会』津軽書房、1983
- 『誰がために医療はある 内側からみたその夢と現実』メジカルビュー社、1983
- 『遥かなりサハリン 近くて遠い国ソ連』緑の笛豆本の会、1984
- 『医療・倫理・医師』津軽書房、1985
- 『医療・性・生命』津軽書房、1987
- 『医の心・医の悩み』津軽書房、1989
- 『健康とその自己管理』緑の笛豆本の会、1991
- 『続・医の心・医の悩み』津軽書房、1992
- 『どうなる日本の医療』津軽書房、1996
- 『より良い医療を求めて』津軽書房、2002

### 共編著
- 『産科ショック』編 南山堂、1974
- 『図説臨床産婦人科講座』全40巻 坂元正一、倉智敬一、竹内正七、東條伸平、前田一雄、武田佳彦共編 メジカルビュー社、1977-81
- 『産科学』真木正博共著 メジカルビュー社、1982
- 『婦人科学』真木正博共著 メジカルビュー社、1982

## 参考
- 『現代日本人名録』2002
- [ISBN 4806601802]